# 梁從興
梁從興（1578年3月24日—？），字兆甫，號萊庭，廣東廣州府南海縣軍籍，順德縣石𬒔人，明朝政治人物。

## 生平
早年出身南海縣學增廣生，以《易經》中萬曆二十八年（1600年）庚子科廣東鄉試舉人第二十七名，二十九年（1601年）會試中式第二百五十二名，成三甲第七十八名進士，兵部觀政，官景陵县知县。

## 家族
曾祖梁明，祖梁敬先，父梁仲遠，母陳氏，嚴侍下，兄菽興、藎興。娶何氏。